# Nokia 7110

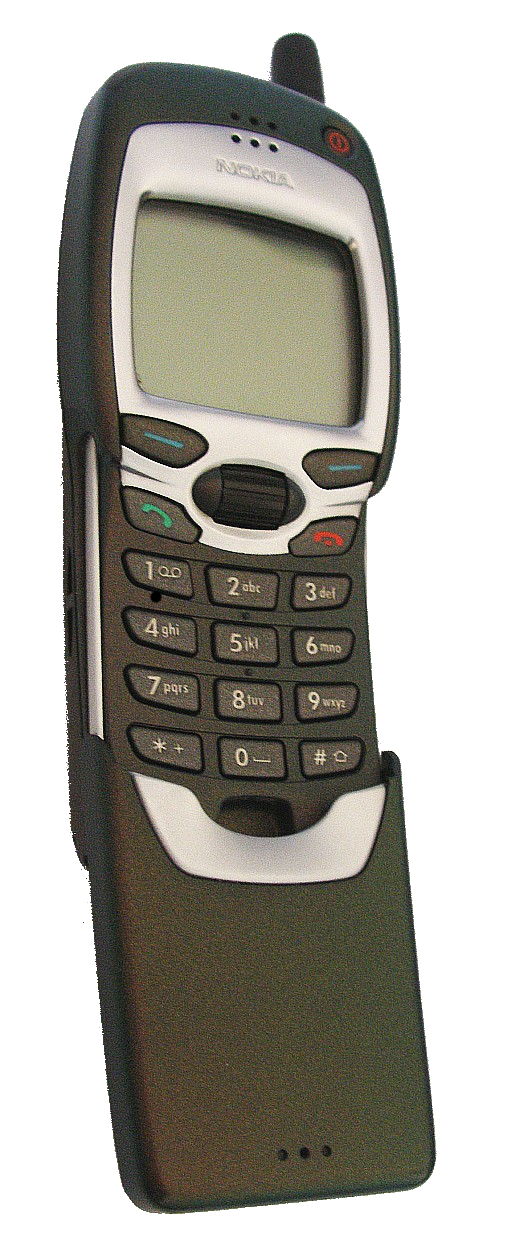
Nokia 7110

Nokia 7110 là điện thoại di động Nokia đầu tiên chạy Series 40 và dùng trình duyệt WAP. Nó được thông báo tháng 2 năm 1999 và phát hành vào tháng 10 năm 1999.

## Tổng quan
Điểm nổi bật nhất của Nokia 7110 là cơ chế trượt tự động được gắn ở phía sau điện thoại và một cần ăng tên thu phát sóng nằm ở trên đầu điện thoại. Vì là một điện thoại đời cổ nên 7110 có màn hình hiển thị đơn sắc với kích thước khá nhỏ là 96x65 pixels. Nhạc chuông của 7110 là nhạc chuông đơn sắc, điểm nổi bật khi nói về âm thanh của 7110 là loa ngoài khá to và rõ. Máy chỉ có duy nhất một kết nối là Hồng Ngoại (iRDA).

## Tính năng
- Mạng: GSM (900/1800)
- Kích thước: 125 x 53 x 24mm
- Trọng lượng: 141g
- Pin: Li-Ion 900mAh
- Thời gian chờ: 90 giờ
- Thời gian thoại: 4,5 giờ